# Kloster Rieunette
Kloster Rieunette war von 1162 bis 1761 und ist wieder seit 1998 ein französisches Kloster der Zisterzienserinnen in Ladern-sur-Lauquet im Département Aude (Bistum Carcassonne).

## Geschichte
Das Kloster Rieunette (lateinisch: Rivum nitidum) blühte bis zu den Religionskriegen im 16. Jahrhundert. Dann hatte es viel zu leiden, auch von Kloster Villelongue, unter dessen Schutz es stand, mit dem es aber in einem langen Rechtsstreit lag, in dessen Verlauf die Äbtissin Elisabeth de Lévi im 17. Jahrhundert ermordet wurde. 1761 wurde das inzwischen nach Carcassonne verlegte Kloster aufgehoben und die Nonnen in das Kloster Lombez eingegliedert.
1998 wurde Sainte Marie de Rieunette von Kloster Boulaur neu besiedelt. Im April 2015 nahm die Gründung einen neuen Anlauf mit fünf Nonnen unter Oberin Marie-Lys de Laborie, spirituell begleitet von der Äbtissin der Abtei Magerau und einem Mönch von Kloster Dominus Tecum in Pra' d'Mill, Bagnolo Piemonte.